# دیوید بهارال
دیوید بهارال (انگلیسی: David Beharall؛ زادهٔ ۸ مارس ۱۹۷۹) بازیکن فوتبال اهل بریتانیا است.
از باشگاه‌هایی که در آن بازی کرده‌است می‌توان به باشگاه فوتبال اولدهام اتلتیک، باشگاه فوتبال استوک‌پورت کانتی، باشگاه فوتبال کارلایل یونایتد، باشگاه فوتبال گریمزبی تاون، و باشگاه فوتبال نیوکاسل یونایتد اشاره کرد.